# Niki (Giappone)
Niki (仁木町?) è una cittadina giapponese della prefettura di Hokkaidō.